# Тимофієвка (Новосибірська область)
Тимофієвка (рос. Тимофеевка) — присілок у Венгеровському районі Новосибірської області Російської Федерації.
Входить до складу муніципального утворення Шипіцинська сільрада. Населення становить 102 особи (2010).

## Історія
Згідно із законом від 2 червня 2004 року органом місцевого самоврядування є Шипіцинська сільрада.

## Населення
| 2002 | 2007 | 2010 |
| ---- | ---- | ---- |
| 222  | ↘148 | ↘102 |